# Sphaerodoropsis polypapillata
Sphaerodoropsis polypapillata är en ringmaskart som beskrevs av Hartmann-Schröder och Rosenfeldt 1988. Sphaerodoropsis polypapillata ingår i släktet Sphaerodoropsis och familjen Sphaerodoridae. Inga underarter finns listade i Catalogue of Life.